# Thomas Jefferson (film)
Thomas Jefferson è un film documentario dedicato alla vita del terzo Presidente degli Stati Uniti d'America. Il film è uscito nel 1997 ed è stato prodotto dal regista statunitense Ken Burns.

## Trama
Il film parla del percorso di Thomas Jefferson dall'America coloniale, dalla Virginia dei campi di cotone in cui è nato, da nobili origini, la sua passione per la politica fino all'ingresso nella scena diplomatica internazionale e alla presidenza del Paese.